# Дівчина-кішка

Вікіпе-тян як дівчина-кішка

Дівчина-кішка (яп. 猫娘, кириліз.: некомусуме, латиніз. англ. Catgirl) — дівчина, що володіє котячими вушками (можливо на додаток до людських), хвостом або іншими рисами сімейства котячих, в іншому має повністю людське тіло. Дівчата-кішки зустрічаються в різних жанрах художньої літератури, зокрема, в японських аніме і манзі, в різного роду коміксах і відеограх, а також у віртуальних інтернет-спільнотах, таких як Nekos в Second Life. Образ дівчини-кішки також часто використовується для косплея.

## Міфологія
Здавна жінок за ласку, грацію і підступність порівнювали з кішками. У міфології різних країн є істоти, що поєднують ознаки жінки і кішки.

### Стародавній Єгипет
Мали частини тіла різних котячих міфічних істот і богині Стародавнього Єгипту:
- Сехмет — голова левиці;
- Баст — голова кішки;
- Мафдет — голова гепарда;
- Пахт — голова левиці;
- Сфінкс — тулуб лева.

### Японія
У японській міфології кішок найчастіше зображали у вигляді Бакенеко — кішки, наділеною міфічними здібностями.

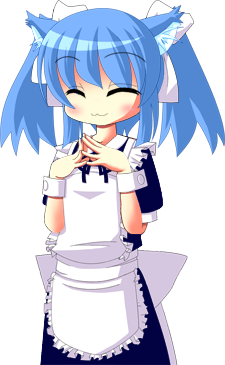

Жінки-кішки також іноді зображуються у вигляді перевертнів, але проте це добрі створіння, що допомагають людям. Часто бувають чарівними помічниками героями у міфах і легендах. Як і лисиці, дівчата-кішки можуть бути дуже небезпечні. У людському вигляді демонструють надлюдську гнучкість, рухливість і хитрість. Зберігають котяче забарвлення тіла. Також жінки-кішки в японській міфології — це прекрасні діви, які можуть перетворюватися в кішок, в обмін на свою красу.

## Сучасний образ

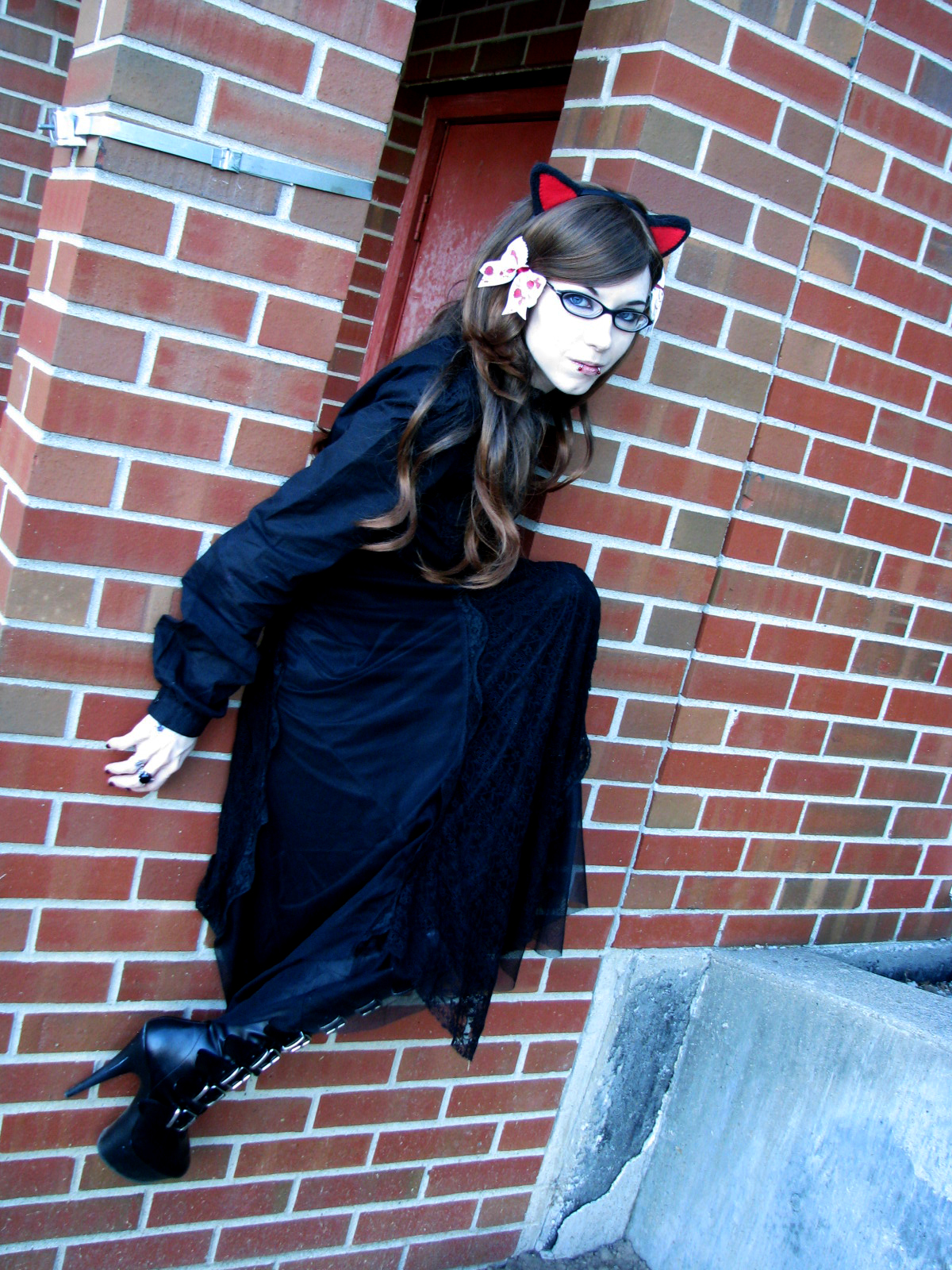
Косплей дівчини-кішки

Котячі вуха (яп. 猫耳, некомімі, «вуха кішки») або хвіст — є незамінною часткою будь-якої дівчини-кішки. Часто атрибутами неко є волохаті лапи, сильно випираючі ікла, а також бубенці, що надягають на самі різні частини тіла: шию, лапи, вуха або хвіст. Коли персонаж аніме або манґи вимовляє або думає бешкетувати, його рот іноді зображується схожим на котячий.

### «Ня»
Часте вживання вигуки «Ня» (яп. ニャー) або «Мя» (яп. ミャー) — японського звуконаслідування нявкання кішки (аналога українського «няв»), є не менш важливим атрибутом жінок-кішок. Також, персонаж вимовляє «ня» в певній ситуації або в довільній фразі, позначаючи свою схожість з кішкою або ніжний, милий, грайливий образ поведінки. Варто відзначити, що останнім часом використання слова «ня» стало досить популярним в аніме-спільнотах. Багато отаку і просто любителі аніме або манги додають «ня» на інтернет-форумах і мережевих чатах практично до кожної фрази у своїх повідомленнях, з приводу і без такого.
Можна вважати, що слово «ня» є атрибутом узагальненої кавайності особи, його використовує, або ситуації, в якій його використано. Використання слова «ня» отримало назву «Няка», синонім «нявкати». Як характерні приклади вживання слова «ня» в мові персонажів аніме можна розглядати аніме-серіали «Mahou Shoujo Neko Taruto», «FLCL» і «Di Gi Charat».

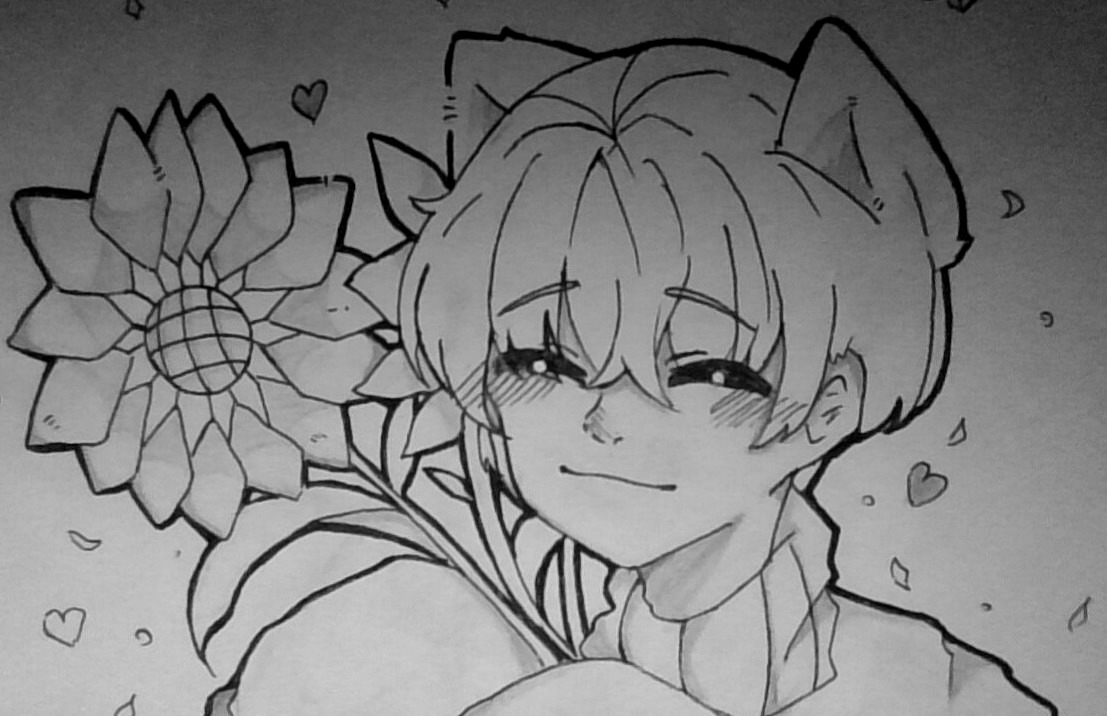

У сленгу україномовних фанатів також є кілька неологізмів, утворених від «ня»: іменник «няка» (від «ня» і «неко»), прикметник «няшна», і привітання «няк!».

## Дівчата-кішки в художніх творах

### У коміксах
Образ дівчини-кішки використовується в різних коміксах:
- Чорна кішка — персонаж серій коміксів компанії Marvel Comics
- Жінка-кішка — персонаж всесвіту DC Comics, в коміксах про Бетмена (№ 11 у списку '«100 найкращих лиходіїв коміксів»', 100 найкращих лиходіїв коміксів, № 11, і № 20 в списку «Сто найкращих персонажів коміксів всіх часів» за версією IGN, Сто найкращих персонажів коміксів всіх часів, № 20).

### В аніме і манзі

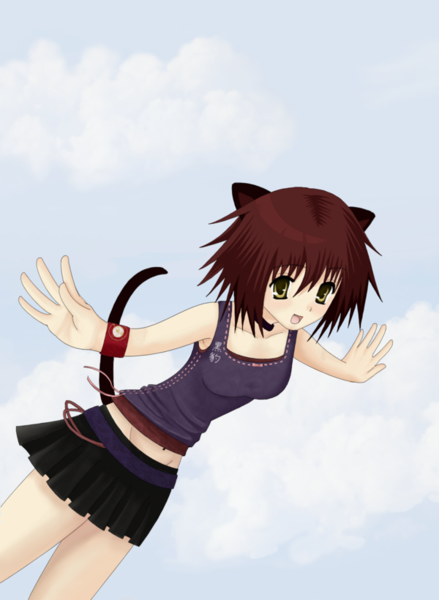
Приклад зображення дівчини-кішки в аніме і манзі

В аніме і манзі неко найчастіше виступає як кавайне, непосидюче і добродушне створіння з «Няка акцентом». Те, наскільки милою буде неко, не залежить від того, позитивний це персонаж чи негативний. Зазвичай дівчатам-кішкам не притаманна серйозність або витриманість характеру; навпроти — у них підкреслюється життєрадісність, хитрість і грайливість натури. Найчастіше неко-персонаж жіночої статі. Це пояснюється тим, що більша частина тематичних творів та відеоігор розрахована на чоловічу аудиторію, але іноді котячими рисами наділяють чоловічих персонажів (наприклад, Шредінгер з Хеллсинг). У людей в аніме або в манзі іноді проростають котячі вуха або хвіст, це схоже на феномен перетворення в Чібі.
Є кілька часто вживаних назв дівчат-кішок:
1. неко (яп. 猫/кішка)
2. некомімі (яп. 猫 耳/вуха кішки)
3. некомусуме (яп. 猫 娘/дівчинка-кішка)

Представниками аніме, в яких задіяні дівчата-кішки, є:
- Хрестовий похід Хроно
- Кошик фруктів
- Нелюбий (наявність котячих вух вказує на невинність персонажа)
- Magical Nyan Nyan Taruto
- The Vision of Escaflowne
- Outlaw Star
- Soul Eater
- Kyouran Kazoku Nikki
- Asobi ni Iku yo!
- Mayoi Neko Overrun!
- Di Gi Charat
- Tsukuyomi: Moon Phase
- Genshiken
- Bakemonogatari
- Tokyo Mew Mew
- Omamori Himari
- Maken-ki!
- Повернення кота
- K
- Nekogami Yaoyorozu
- I'm Gonna Be an Angel!